# Cubo coaster brake
Um coaster brake, também conhecido como "travão de pedal", é um cubo especial para uma bicicleta que tem duas funções:
- Permite que a bicicleta avança sem mexer a pedaleira/pedais. O funcionamento é similar a um dos freehub mas utiliza um mecanismo diferente. Esta função é onde vem a palavra "coaster".
- Também é um travão que funciona ao pedalar para trás.

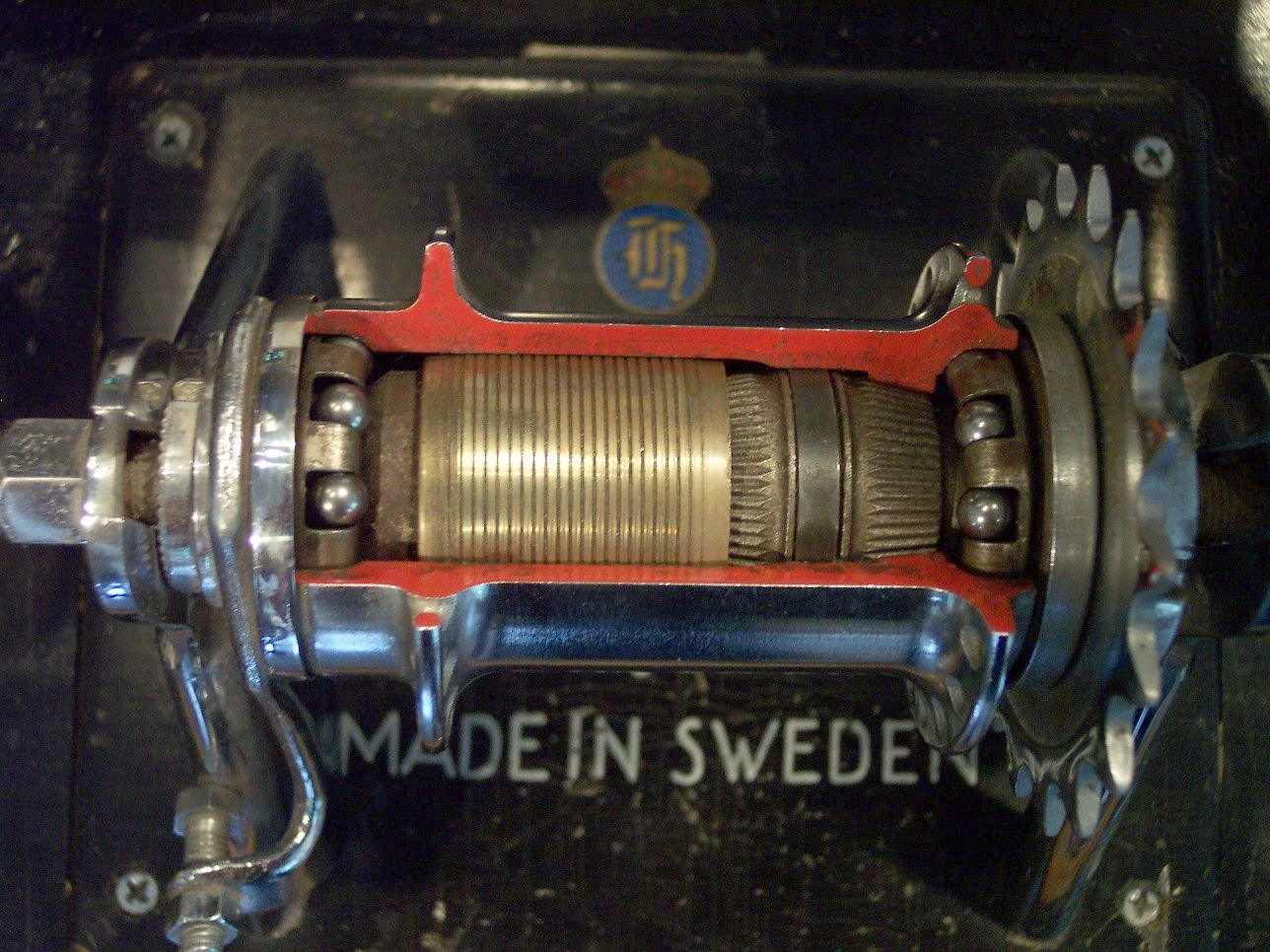
Cutaway view of a Husqvarna Novo coaster brake hub

## Origem
O cubo coaster brake foi inventado na década de 1890. Nos Estados Unidos, durante o século XX, o travão mais comum nas bicicletas era o coaster brake e apenas nos anos 70 é que os travões de aro começaram a ultrapassar os coaster brakes.

## Vantagens e Desvantagens
Vantagens:
- As condições climatéricas não afectam os coaster brakes, porque o mecanismo está protegido. Portanto, eles funcionam igualmente tanto na chuva e neve como em tempo seco.
- Normalmente os coaster brakes requerem muito menos manutenção (às vezes anos) do que outros tipos de travões.
- Como não usam cabos ou manetes, a bicicleta fica com um aspecto limpo e simples.
- O facto de não ter cabos é util em particular para as bicicletas de dobrar ou desmontar.
- Os coaster brakes são uma boa opção para deficientes que não têm força nos dedos ou para um amputado de braço.
- Os coaster brakes são estreitos (espaçamento 110–114 mm) o que os permite funcionar numa grande variedade de quadros.

Desvantagens:
- Para um ciclista habituado com tipos de cubo que permitem girar os pedais para trás livremente, o cubo coaster brake torna-se estranho ao iniciar a marcha na bicicleta, porque não existe forma fácil para rodar os pedais até a posição ideal.
- Os coaster brakes facilmente causam derrapagem, o que resulta num desgaste rápido dos pneus.
- Quando os coaster brakes falham isso acontece de repente e completamente (usualmente causado pela corrente partir ou saltar fora).
- Os coaster brakes têm tendência a aquecerem e ficarem "moles" quando usados em excesso como em áreas montanhosas.
- Bicicletas equipadas com apenas um coaster brake tornam-se mais perigosas numa eventualidade do travão falhar.

## Marcas
- Bendix
- J.C. Higgins
- Lucznik
- Morrow
- Musselman
- New Departure
- Perry
- Resilion
- Shimano
- Sturmey-Archer
- SunTour
- Torpedo
- Velosteel